# Spartacus
Spartacus è un film del 1960 diretto da Stanley Kubrick. Scritto da Dalton Trumbo sulla base dell'omonimo romanzo di Howard Fast, è ispirato alla storia della vita di Spartaco (interpretato da Kirk Douglas), il leader di una rivolta di schiavi che sfociò nella terza guerra servile. Il resto del cast principale include Laurence Olivier nel ruolo del generale e politico romano Marco Licinio Crasso, Peter Ustinov (premiato con un Oscar al miglior attore non protagonista) nei panni del commerciante di schiavi Lentulo Batiato, John Gavin in quelli di Giulio Cesare, Jean Simmons nel ruolo di Varinia, Charles Laughton nel ruolo di Gracco e Tony Curtis in quello di Antonino.
Douglas, la cui compagnia Bryna Productions stava producendo il film, licenziò il regista originale Anthony Mann dopo la prima settimana di riprese. Kubrick, con il quale Douglas aveva già lavorato, fu assunto per sostituirlo. Fu l'unico film diretto da Kubrick di cui il regista non ebbe il completo controllo artistico. Lo sceneggiatore Dalton Trumbo era all'epoca nella lista nera come uno dei "dieci di Hollywood". Douglas annunciò pubblicamente che Trumbo era lo sceneggiatore di Spartacus, e John F. Kennedy attraversò i picchetti dell'American Legion per vedere il film, contribuendo a porre fine alla lista nera; anche Howard Fast era nella lista, e inizialmente dovette auto-pubblicare il romanzo.
Distribuito negli Stati Uniti il 6 ottobre 1960 dalla Universal Pictures, il film vinse quattro premi Oscar e generò il miglior guadagno nella storia della Universal, fino a quando non fu superato da Airport (1970). Nel 2017 fu selezionato per la conservazione nel National Film Registry della Biblioteca del Congresso in quanto "culturalmente, storicamente o esteticamente significativo".

## Trama
Nel I secolo a.C., la Repubblica romana è scivolata nella corruzione, e i lavori umili sono svolti da eserciti di schiavi. Uno di questi, un orgoglioso e dotato trace di nome Spartaco, è così poco collaborativo nella sua posizione in una fossa mineraria che viene condannato a morte per fame. Per caso, viene mostrato allo scaltro uomo d'affari romano Lentulo Batiato, che – colpito dalla sua ferocia – acquista Spartaco per la sua scuola di gladiatori, dove ordina all'allenatore Marcello di non esagerare con lui perché pensa che "abbia delle qualità". Tra un maltrattamento e l'altro, Spartacus stringe un rapporto silenzioso con una donna di servizio di nome Varinia, che rifiuta di violentare quando viene mandata a "intrattenerlo" nella sua cella. Spartaco e Varinia sono successivamente costretti a sopportare numerose umiliazioni per aver sfidato le condizioni della servitù.

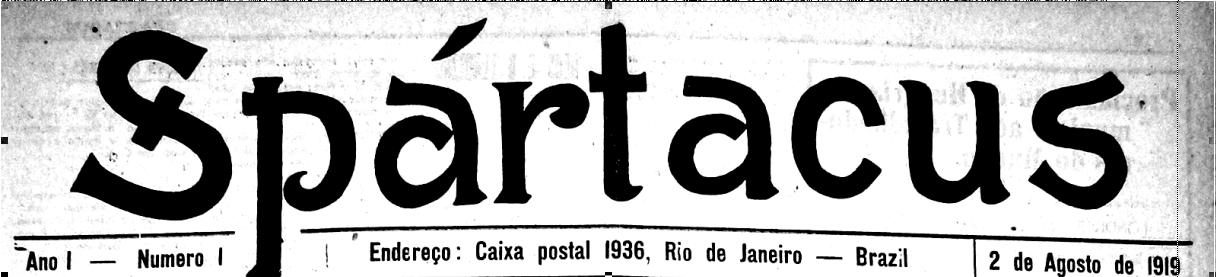
Kirk Douglas durante la scena del combattimento

Batiato riceve una visita dal ricco senatore romano Marco Licinio Crasso, che mira a diventare dittatore della stagnante repubblica. Crasso acquista Varinia per capriccio, e per il divertimento dei suoi compagni fa combattere a morte due coppie di gladiatori, tra i quali vi è Spartaco. Quando quest'ultimo viene disarmato, il suo avversario, un africano di nome Draba, risparmia la sua vita in un'esplosione di sfida e attacca il pubblico romano, ma viene ucciso da Crasso. Il giorno successivo, con l'atmosfera ancora tesa su questo episodio, Batiato porta Varinia a casa di Crasso a Roma. Spartaco uccide Marcello, che lo stava provocando a tal proposito, e la loro lotta si intensifica in una rivolta. I gladiatori sopraffanno le loro guardie e scappano nella campagna italiana.
Spartaco viene eletto capo dei fuggitivi e decide di condurli fuori dall'Italia e tornare alle loro case. Saccheggiano le tenute di campagna romane lungo il cammino, raccogliendo abbastanza soldi per acquistare il trasporto marittimo dai nemici di Roma, i pirati della Cilicia. Innumerevoli altri schiavi si uniscono al gruppo, rendendolo grande come un esercito. Uno dei nuovi arrivati è Varinia, che era fuggita prima di essere consegnata a Crasso. Un altro è uno schiavo intrattenitore di nome Antonino, anch'egli fuggito dal servizio di Crasso. In privato, Spartaco si sente mentalmente inadeguato a causa della sua mancanza di istruzione durante gli anni di servitù. Tuttavia, si dimostra un leader eccellente e organizza i suoi diversi seguaci in una comunità forte e autosufficiente. Inoltre concepisce un figlio con Varinia, ora sua moglie informale, e arriva anche a considerare lo spiritoso Antonino come una sorta di figlio.
Il Senato romano è sempre più allarmato mentre Spartaco sconfigge i molteplici eserciti che gli manda contro. L'avversario populista di Crasso, Gracco, sa che il suo rivale cercherà di usare la crisi come giustificazione per prendere il controllo dell'esercito romano. Per cercare di impedirlo, Gracco canalizza quanta più potenza militare possibile nelle mani del proprio protetto, un giovane senatore di nome Giulio Cesare. Sebbene Cesare manchi del disprezzo di Crasso per le classi inferiori di Roma, scambia la rigidità di questi per nobiltà. Quindi, quando Gracco rivela di aver corrotto i ciliciani per far uscire Spartaco dall'Italia e liberare Roma dall'esercito di schiavi, Cesare considera tali tattiche come inferiori a lui e passa dalla parte di Crasso.
Crasso paga i pirati perché abbandonino Spartaco, e fa sì che l'esercito romano costringa segretamente i ribelli ad allontanarsi dalla costa, avvicinandoli a Roma. Temendo che Spartaco intenda saccheggiare la città, il Senato conferisce a Crasso il potere assoluto. Circondato dai romani, Spartaco convince i suoi uomini a morire combattendo, poiché solo ribellandosi e dimostrandosi umani hanno sferrato un colpo contro la schiavitù. Nella battaglia che ne segue, dopo aver inizialmente rotto le righe delle legioni di Crasso, l'esercito di schiavi finisce intrappolato tra Crasso e altre due forze che avanzano da dietro, e la maggior parte di loro viene massacrata. In seguito, i romani provano a individuare il leader ribelle per una punizione esemplare offrendo il perdono (e il ritorno alla schiavitù) se gli uomini identificheranno Spartaco, vivo o morto. Ogni uomo sopravvissuto risponde gridando "Io sono Spartaco!". Di conseguenza, Crasso li condanna tutti a morte per crocifissione lungo la via Appia tra Roma e Capua, dove era iniziata la rivolta.
Crasso trova Varinia e il figlio neonato di Spartaco e li fa prigionieri. È turbato dall'idea che Spartaco possa ottenere più amore e lealtà di quanto non riesca lui, e spera di compensare rendendo Varinia devota a lui come lo era al suo ex marito. Quando lei lo rifiuta, Crasso cerca furiosamente Spartaco (che riconosce avendolo visto nella scuola di Batiato) e lo costringe a combattere contro Antonino fino alla morte. Il sopravvissuto verrà crocifisso, insieme a tutti gli altri uomini catturati dopo la grande battaglia. Spartaco uccide Antonino per risparmiargli questo terribile destino. L'incidente lascia Crasso preoccupato per il potenziale di Spartaco di vivere nella leggenda come un martire. Inoltre è preoccupato per Cesare, che secondo lui un giorno lo eclisserà.
Gracco, avendo visto Roma cadere nella tirannia, si suicida, ma non prima di aver fatto in modo che Batiato salvi la famiglia di Spartaco da Crasso e li porti via in libertà. Uscendo da Roma, il gruppo passa sotto la croce di Spartaco. Varinia riesce a confortarlo nei suoi ultimi istanti di vita mostrandogli il suo figlioletto, che crescerà libero e sapendo chi era suo padre.

## Produzione

### Pre-produzione
Lo sviluppo di Spartacus fu in parte motivato dall'incapacità di Kirk Douglas di ottenere il ruolo da protagonista in Ben-Hur di William Wyler, con cui Douglas aveva già lavorato in Pietà per i giusti. Edward Lewis, vicepresidente della società cinematografica di Douglas, la Bryna Productions, fece leggere a Douglas il romanzo di Fast, che aveva un tema simile – un individuo che sfida la potenza dell'Impero romano — e Douglas ne rimase colpito abbastanza da acquistare un'opzione sul libro di tasca propria. La Universal alla fine accettò di finanziare il film dopo che Douglas persuase Olivier, Laughton e Ustinov a recitare in esso. Lewis divenne il produttore del film, mentre Douglas fu accreditato come produttore esecutivo.
Nel frattempo Yul Brynner stava pianificando il proprio film su Spartaco per la United Artists. A Douglas fu suggerito dal suo agente Lew Wasserman di provare a produrre il suo film per la Universal. Con la sceneggiatura di Dalton Trumbo completata in due settimane, la Universal e Douglas vinsero la "gara di Spartaco".
Originariamente Howard Fast fu assunto per adattare il suo romanzo in sceneggiatura, ma ebbe difficoltà a lavorare in tale formato. Fu sostituito da Trumbo, che era stato inserito nella lista nera come uno dei "dieci di Hollywood", e intendeva usare lo pseudonimo di "Sam Jackson". Douglas insistette affinché Trumbo venisse accreditato per il suo lavoro, il che contribuì a rompere la lista nera. Nella sua autobiografia, Douglas affermò che questa decisione fu motivata da un incontro che lui, Edward Lewis e Stanley Kubrick ebbero per quanto riguardava il nome o i nomi a cui accreditare la sceneggiatura, data la posizione traballante di Trumbo con i dirigenti di Hollywood. Un'idea fu di attribuire a Lewis il ruolo di coautore o autore unico, ma Lewis pose il veto a entrambi i suggerimenti. Kubrick suggerì quindi di usare il suo nome. Douglas e Lewis trovarono rivoltante l'avidità di Kubrick nel prendersi il merito del lavoro di Trumbo, e il giorno dopo Douglas si presentò al cancello della Universal dicendo: "Vorrei lasciare un pass per Dalton Trumbo". Douglas scrive: "Per la prima volta in dieci anni, entrò in uno studio cinematografico. Disse: 'Grazie, Kirk, per avermi restituito il mio nome.'"
La lista nera terminò effettivamente nel 1960 quando perse credibilità. A Trumbo fu pubblicamente riconosciuto il merito di due film importanti: Otto Preminger rese noto che Trumbo aveva scritto la sceneggiatura del suo film Exodus e Douglas annunciò pubblicamente che Trumbo era lo sceneggiatore di Spartacus. Inoltre, John F. Kennedy ignorò pubblicamente una manifestazione organizzata dall'American Legion e andò a vedere il film.

### Riprese
Dopo che David Lean rifiutò l'offerta di dirigere il film, Spartacus fu assegnato alla regia di Anthony Mann. Douglas licenziò Mann alla fine della prima settimana di riprese nella Valle della Morte, in cui era stata girata la sequenza di apertura nella cava. "Sembrava spaventato dalla portata del film", scrisse Douglas nella sua autobiografia; eppure un anno dopo Mann avrebbe intrapreso un'altra epopea di dimensioni simili, El Cid. Ampie porzioni del film furono girate al Wildwood Regional Park di Thousand Oaks. Alcune parti furono girate anche nella vicina California Lutheran University, dove si può vedere un esercito che si precipita giù dal Mount Clef Ridge.
Stanley Kubrick, trentenne, fu assunto al posto di Mann. Aveva già diretto quattro lungometraggi (tra cui Orizzonti di gloria, interpretato anch'esso da Douglas). Spartacus era un progetto di gran lunga più grande, con un budget di 12 milioni di dollari e un cast di 10.500 persone, un progetto scoraggiante per un regista così giovane. Orizzonti di gloria, il suo film precedente, aveva un budget inferiore a un milione.
Spartacus fu girato usando il formato Super 70 Technirama da 35 millimetri e poi allargato a 70 millimetri. Questa fu una modifica per Kubrick, che preferiva utilizzare il formato sferico standard. Questo processo gli permise di ottenere una definizione altissima e di catturare grandi scene panoramiche. Kubrick avrebbe voluto girare il film a Roma con comparse e risorse a buon mercato, ma Edward Muhl, presidente della Universal, voleva fare del film un esempio e dimostrare che un film epico di successo poteva essere fatto direttamente a Hollywood e "arginare il diluvio di produttori fuori controllo diretti in Europa". Un compromesso fu raggiunto girando le scene intime a Hollywood e le scene di battaglia, su richiesta di Kubrick, in Spagna. Kubrick trovava che lavorare all'aperto o in luoghi reali fosse una distrazione, e che gli attori avrebbero beneficiato maggiormente di un teatro di posa, dove potevano concentrarsi completamente. Per creare l'illusione delle grandi folle che svolgono un ruolo così essenziale nel film, l'equipe di Kubrick usò apparecchiature audio a tre canali per registrare 76.000 spettatori in una partita di college football tra Michigan e Notre Dame che gridavano "Hail, Crassus!" e "I'm Spartacus!"
Le scene di battaglia furono girate su una vasta pianura fuori Madrid. Ottomila soldati addestrati dell'Ejército de Tierra furono usati per interpretare l'esercito romano. Kubrick diresse gli eserciti dalla cima di torri appositamente costruite. Tuttavia, alla fine dovette tagliare tutte le scene di battaglia eccetto una, a causa delle reazioni negative del pubblico alle proiezioni in anteprima. Kubrick era così preciso che persino nel disporre i corpi degli schiavi massacrati aveva assegnato a ciascun "cadavere" un numero e delle istruzioni.
Durante le riprese scoppiarono alcune controversie. Il veterano direttore della fotografia Russell Metty si lamentò delle istruzioni insolitamente precise e dettagliate di Kubrick per le riprese del film, ed era in disaccordo con l'uso della luce da parte del regista. In un'occasione Muhl minacciò di dimettersi, minaccia alla quale Kubrick rispose: "Puoi fare il tuo lavoro sedendoti sulla tua sedia e chiudendo il becco. Io sarò il direttore della fotografia". Metty in seguito smorzò le sue critiche dopo aver vinto l'Oscar. Inoltre Kubrick voleva girare a un ritmo lento di due piazzamenti al giorno, ma lo studio insistette sul fatto che ne facesse 32; arrivarono a un compromesso di otto. Infine, Kubrick e Trumbo litigarono costantemente a proposito della sceneggiatura. Kubrick si lamentava che il personaggio di Spartaco non avesse difetti o stranezze.
Nonostante il film abbia avuto un enorme successo al botteghino, abbia vinto quattro Oscar e sia considerato tra i migliori film storico-epici, Kubrick in seguito prese le distanze da esso. Sebbene il suo marchio personale sia una parte distinta del film finale, il suo contratto non gli diede il controllo completo sulle riprese; e questa fu l'unica occasione in cui non esercitò tale controllo su uno dei suoi film.

## Colonna sonora
La colonna sonora del film, candidata all'Oscar e al Golden Globe, fu composta da Alex North.

### Album
L'album della colonna sonora fu pubblicato nel 1960 dalla Decca Records, sia in mono che in stereo. Il 2 agosto 2010 la colonna sonora fu ripubblicata dalla Varèse Sarabande in un cofanetto in edizione limitata che include sei CD, un DVD e un libro da 168 pagine.

#### Tracce
Lato A
1. Main Title – 3:17
2. Spartacus Love Theme – 2:50
3. Gladiators Fight to the Death – 2:20
4. Blue Shadows and Purple Hills – 3:11
5. Homeward Bound – 6:27
6. Hopeful Preparations / Vesuvius Camp – 1:59

Durata totale: 20:04
Lato B
1. Prelude to Battle – 5:11
2. On to Vesuvius – 4:52
3. Oysters and Snails / Festival – 3:24
4. Headed for Freedom – 3:15
5. Goodbye My Life, My Love / End Title – 4:16

Durata totale: 20:58

## Distribuzione
Dopo quattro giorni di anteprime su invito, Spartacus debuttò il 6 ottobre 1960 al DeMille Theater di New York. Per la distribuzione al pubblico, il film fu accorciato dai 197 minuti originali a 182, tagliando l'ouverture, l'entr'acte, alcune scene particolarmente violente e una sequenza in cui Crasso tenta di sedurre il suo schiavo Antonino mentre quest'ultimo lo sta lavando, affermando di prediligere "sia le lumache che le ostriche" come metafora della bisessualità e sostenendo che ciò sia una questione di gusto piuttosto che di moralità. Per la riedizione del 1967, il film fu accorciato ancora a 161 minuti.
Il 21 aprile 1991 il film fu proiettato in anteprima a New York nella versione integrale, restaurata sotto la supervisione di Robert A. Harris al costo record di quasi un milione di dollari; tale versione fu poi distribuita nelle sale statunitensi sei giorni dopo. Essendo reperibile solo la traccia audio della versione da 182 minuti, per le scene reintegrate furono creati nuovi effetti sonori e la sequenza del bagno dovette essere ridoppiata. Tony Curtis, allora 66enne, fu in grado di registrare nuovamente le sue battute, ma il defunto Olivier fu doppiato da Anthony Hopkins, che era stato suggerito dalla vedova di Olivier, Joan Plowright. Kubrick inviò per fax le istruzioni su come recitare la scena, e gli attori registrarono separatamente i loro dialoghi.

### Data di uscita
Le date di uscita internazionali sono state:
- 6 ottobre 1960 negli Stati Uniti
- 17 novembre in Brasile
- 1º dicembre in Argentina (Espartaco)
- 7 dicembre in Italia
- 8 dicembre in Australia, Belgio e Regno Unito
- 15 dicembre in Spagna (Espartaco), Giappone (スパルタカス), Porto Rico e Venezuela
- 16 dicembre in Austria e Germania Ovest
- 25 dicembre nelle Filippine
- 24 marzo 1961 nei Paesi Bassi
- 3 luglio in Sudafrica
- 17 agosto a Hong Kong
- 12 settembre in Portogallo
- 15 settembre in Francia
- 21 gennaio 1962 in Danimarca
- 9 febbraio in Irlanda
- 30 maggio in Messico (Espartaco)
- 21 settembre in Grecia (Σπάρτακος) e Svezia
- 12 ottobre in Finlandia
- 8 dicembre 1963 in Turchia (	Spartaküs)
- 18 marzo 1966 in Germania Est
- 20 marzo 1967 in Unione Sovietica (Спартак)
- 2 luglio 1970 in Ungheria
- agosto 1971 in Polonia (Spartakus)

### Edizione italiana
Il doppiaggio italiano del film fu eseguito dalla C.D.C. su dialoghi di Roberto De Leonardis, mentre quello della scena del bagno reintegrata nel 1991 fu eseguito (con doppiatori differenti) dalla S.A.S.

### Edizioni home video
Nel 1985 la versione da 182 minuti del film fu distribuita in VHS e Laserdisc in America del Nord dalla MCA Home Video. Nel 1991 la stessa azienda distribuì in VHS la versione integrale in letterbox, seguita nel 1997 da una versione widescreen. Nel 1992 The Criterion Collection pubblicò invece un'edizione Laserdisc della versione integrale, che include come extra un commento audio di Douglas, Ustinov, Fast, Lewis, Harris e il designer Saul Bass, un'intervista a Ustinov, il documentario del 1950 The Hollywood Ten, un'analisi scena per scena di Trumbo, storyboard originali di Bass, composizioni aggiuntive di North e il trailer. In Italia la versione da 182 minuti fu pubblicata in VHS negli anni ottanta dalla Gong Video, mentre quella integrale nel 1993 dalla CIC.
La prima edizione DVD-Video del film fu pubblicata in America del Nord il 31 marzo 1998 dalla Universal Home Video. Priva di extra, presenta il film in letterbox. Il 24 aprile 2001 la Criterion pubblicò un'edizione a due DVD con un nuovo trasferimento in widescreen. Questa edizione contiene tutti gli extra del Laserdisc del 1992, oltre a una dimostrazione del restauro, scene eliminate, estratti di cinegiornali, interviste d'epoca a Simmons e Ustinov, un dietro le quinte, una galleria di materiale pubblicitario e schizzi di Kubrick. Un'edizione analoga fu pubblicata in Italia dalla Universal il 28 ottobre 2004.
Il 24 ottobre 2006 la Universal pubblicò in America del Nord un'edizione in HD DVD, criticata in quanto ricavata dallo stesso master della prima edizione DVD e priva di extra. La prima edizione Blu-ray Disc fu pubblicata dalla Universal in America del Nord il 25 maggio 2010 e in Italia il 27 ottobre. Anche questa edizione ricevette alcune critiche, essendo ricavata sempre del primo DVD (a cui fu applicata un'estesa riduzione del rumore digitale) e presentando solo alcuni degli extra del DVD Criterion (interviste d'epoca, scene eliminate, cinegiornali, galleria e trailer). La Universal pubblicò una nuova edizione BD il 6 ottobre 2015 in America del Nord e il 27 ottobre in Italia; per l'occasione fu realizzato un nuovo restauro da scansione in 6K con la consulenza di Harris, e furono inseriti (oltre agli extra dell'edizione precedente) un contributo video di Douglas e uno sul restauro.

## Riconoscimenti
- 1961 - Premio Oscar
  - Miglior attore non protagonista a Peter Ustinov
  - Migliore fotografia a Russell Metty
  - Miglior scenografia a Alexander Golitzen, Eric Orbom, Russell A. Gausman e Julia Heron
  - Migliori costumi a Arlington Valles e Bill Thomas
  - Candidatura per Miglior montaggio a Robert Lawrence
  - Candidatura per Miglior colonna sonora a Alex North
- 1961 - Golden Globe
  - Miglior film drammatico
  - Candidatura per Migliore regia a Stanley Kubrick
  - Candidatura per Miglior attore in un film drammatico a Laurence Olivier
  - Candidatura per Miglior attore non protagonista a Woody Strode
  - Candidatura per Miglior attore non protagonista a Peter Ustinov
  - Candidatura per Miglior colonna sonora a Alex North

- 1961 - Premio BAFTA
  - Candidatura per Miglior film a Stanley Kubrick
- 1985 - Huabiao Awards
  - Miglior film straniero
- 1961 - Laurel Award
  - Candidatura per Miglior attore in un film drammatico a Kirk Douglas
  - Candidatura per Miglior attore non protagonista a Peter Ustinov
- 1961 - Motion Picture Sound Editors
  - Miglior montaggio sonoro
- 1961 - WGA Award
  - Candidatura per Miglior sceneggiatura a Dalton Trumbo